# Méounes-lès-Montrieux
Méounes-lès-Montrieux is een gemeente in het Franse departement Var (regio Provence-Alpes-Côte d'Azur) en telt 1246 inwoners (1999). De plaats maakt deel uit van het arrondissement Brignoles.

## Geografie
De oppervlakte van Méounes-lès-Montrieux bedraagt 40,4 km², de bevolkingsdichtheid is 30,8 inwoners per km².
De onderstaande kaart toont de ligging van Méounes-lès-Montrieux met de belangrijkste infrastructuur en aangrenzende gemeenten.

## Demografie
Onderstaande figuur toont het verloop van het inwonertal (bron: INSEE-tellingen).